# Такефуса Кубо
Такефуса Кубо е японски футболист, който играе за Реал Сосиедад и националния отбор на Япония.

## Клубна кариера
Като юноша преминава през няколко японски отбори, когато през 2011 г. преминава в академията на Барселона, където се състезава до 2014 г. и се завръща в Япония. Първият му професионален отбор е ФК Токио като той първоначално се състезава за отбора до 23 години. За ФК Токио играе от 2016 до 2019 като има период под наем в Йокохама Маринос. През 2019 г. преминава в Реал Мадрид, но не записва нито мач. През периода му, в който играе за "белия балет" той изкарва наеми в Виляреал, Хетафе и два пъти в Майорка. Собственост е на Реал Мадрид до 2022 г., когато подписва с Реал (Сосиедад).

## Национална кариера
Преминава през формациите на националния отбор на Япония до 16, до 17, до 20, до 21, до 23. На 9 юни 2019 г. прави своя дебют за мъжкия национален отбор на Япония срещу Ел Салвадор. Кубо е част от състава на Япония за Световно първенство по футбол 2022.